# Océ-Museum
Het Océ-museum is een museum in Venlo in de Nederlandse provincie Limburg. Het museum vertelt de geschiedenis van het bedrijf Océ vanaf de uitvinding van boterkleursel tot heden. Behalve de geschiedenis van het bedrijf toont het ook haar rol in de economische, ecologische en sociale infrastructuur van de regio.

## Geschiedenis
Oprichter Lodewijk van der Grinten begon in 1857 als apotheker in het centrum van Venlo, waar hij de formule voor boterkleursel uitvond, een stof die margarine de kleur van boter geeft. In 1877 werd het bedrijf Océ Van der Grinten officieel opgericht en het boterkleursel werd vanaf dat moment op de markt gebracht.
Na de Eerste Wereldoorlog ging de fabriek zich toeleggen op het vervaardigen van blauwdrukpapier, dat in 1920 voor het eerst werd verkocht. In 1946 werd de productie hiervan stopgezet. In 1935 ontwikkelde Océ een methode om ook niet-lichtdoorlatende documenten te kopiëren. In 1956 verschenen de eerste elektrostatische kopieerapparaten.
Van der Grintens derde zoon Frans besloot om zich met de fabriek te gaan toeleggen op boterkleuring. De apotheek werd overgenomen door zijn broer Wiel. Unilever nam de boterkleurselformule voor boterkleursel in 1970 voor een onbekend bedrag over. Het museum werd 13 mei 1982 geopend door Karel van der Grinten. Ondanks het feit dat het bedrijf Océ werd overgenomen door Canon, bleef de naam Océ-museum gehandhaafd.